# Boophinae

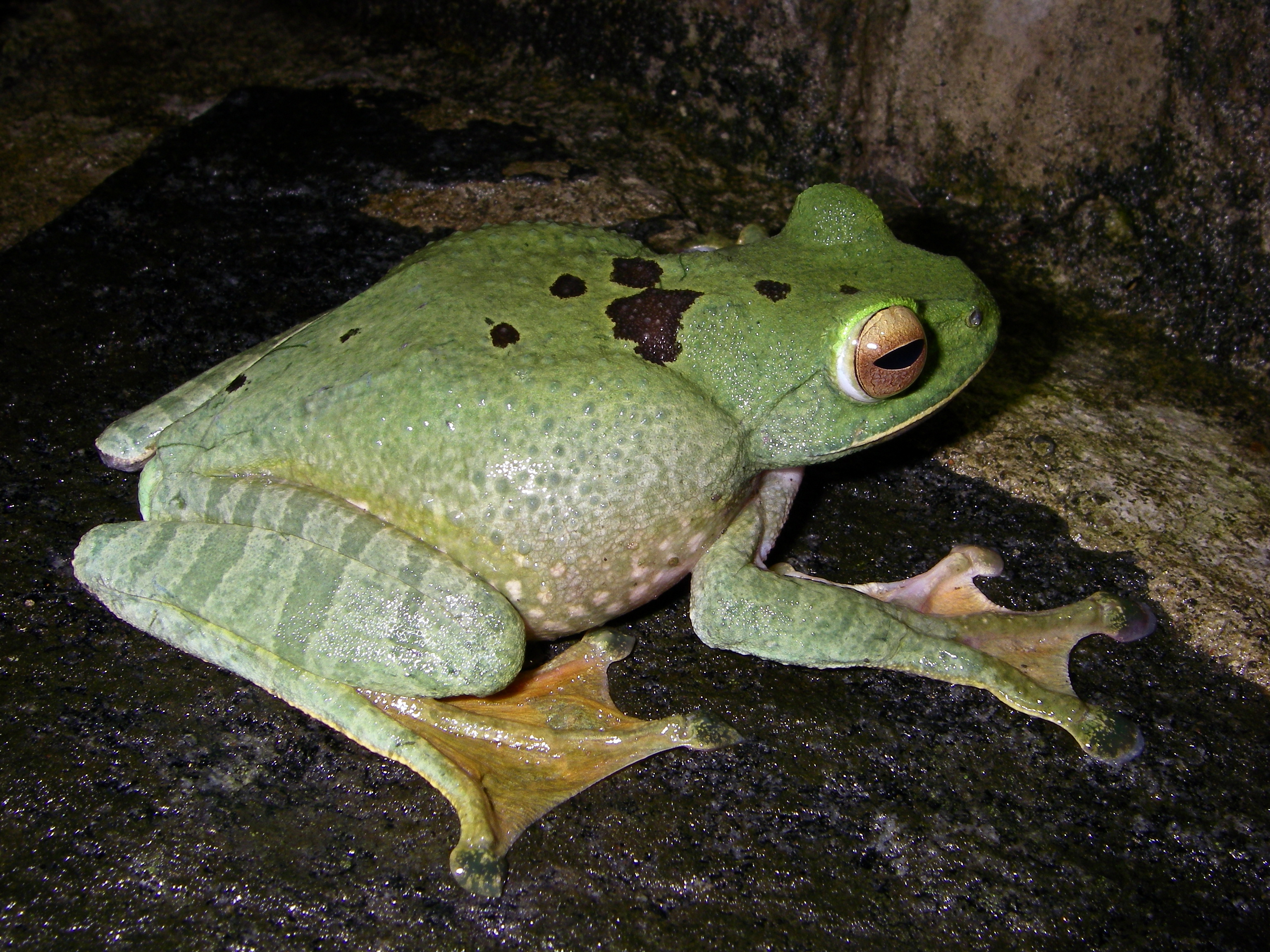
Boophis albilabris

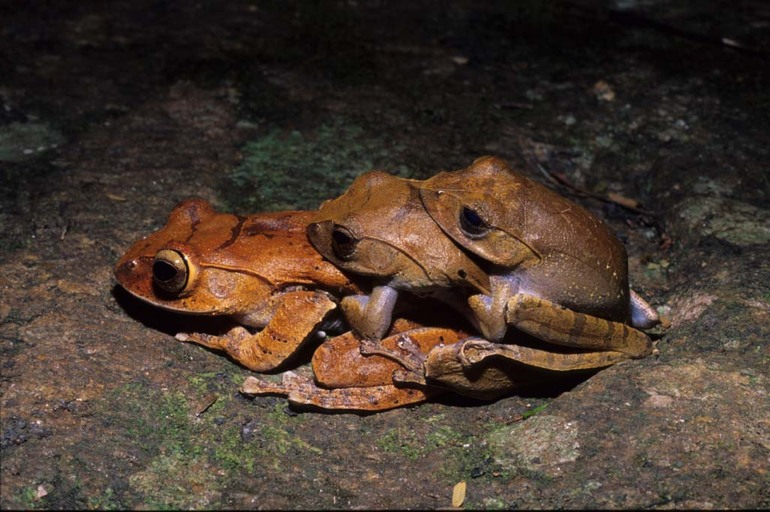
Samica i samce madagaskolotki jasnookiej (Boophis madagascariensis) w stanie ampleksus

Boophinae – monotypowa podrodzina płazów bezogonowych z rodziny mantellowatych (Mantellidae).

## Zasięg występowania
Podrodzina obejmuje gatunki występujące na Madagaskarze i Majotcie.

## Systematyka

### Etymologia
- Boophis: gr. βους bous, βοος boos „byk, krowa”[8]; οψις opsis, οψεως opseōs „widzenie, spojrzenie, oczy”[9].
- Buccinator: łac. bucinator, bucinatoris „trębacz”, od bucina „trąbka wojskowa”[10]. Gatunek typowy: Nazwa zastępcza dla Boophis Tschudi, 1838.
- Sahona: malg. sahona „żaba”[5]. Gatunek typowy: Polypedates tephraeomystax A.M.C. Duméril, 1853.

### Podział systematyczny
Do podrodziny należy jeden rodzaj z następującymi gatunkami:

- Boophis albilabris (Boulenger, 1888)
- Boophis albipunctatus Glaw & Thiesmeier, 1993
- Boophis andohahela Andreone, Nincheri & Piazza, 1995
- Boophis andrangoloaka (Ahl, 1928)
- Boophis andreonei Glaw & Vences, 1994
- Boophis anjanaharibeensis Andreone, 1996
- Boophis ankarafensis Penny, Andreone, Crottini, Holderied, Rakotizafy, Schwitzer & Rosa, 2014
- Boophis ankaratra Andreone, 1993
- Boophis arcanus Glaw, Köhler, De la Riva, Vieites & Vences, 2010
- Boophis asquithi Glaw, Köhler, Crottini, Gehring, Prötzel, Randriamanana, Andreone & Vences, 2021
- Boophis axelmeyeri Vences, Andreone & Vieites, 2005
- Boophis baetkei Köhler, Glaw & Vences, 2008
- Boophis blommersae Glaw & Vences, 1994
- Boophis boehmei Glaw & Vences, 1994
- Boophis boppa Hutter, Lambert, Cobb, Andriampenomanana & Vences, 2015
- Boophis bottae Vences & Glaw, 2002
- Boophis brachychir (Boettger, 1882)
- Boophis burgeri Glaw & Vences, 1994
- Boophis calcaratus Vallan, Vences & Glaw, 2010
- Boophis doulioti (Angel, 1934)
- Boophis elenae Andreone, 1993
- Boophis englaenderi Glaw & Vences, 1994
- Boophis entingae Glaw, Köhler, De la Riva, Vieites & Vences, 2010
- Boophis erythrodactylus (Guibé, 1953)
- Boophis fayi Köhler, Glaw, Rosa, Gehring, Pabijan, Andreone & Vences, 2011
- Boophis feonnyala Glaw, Vences, Andreone & Vallan, 2001
- Boophis goudotii Tschudi, 1838
- Boophis guibei (McCarthy, 1978)
- Boophis haematopus Glaw, Vences, Andreone & Vallan, 2001
- Boophis haingana Glaw, Köhler, De la Riva, Vieites & Vences, 2010
- Boophis idae (Steindachner, 1867)
- Boophis jaegeri Glaw & Vences, 1992
- Boophis laurenti Guibé, 1947
- Boophis liami Vallan, Vences & Glaw, 2003
- Boophis lichenoides Vallan, Glaw, Andreone & Cadle, 1998
- Boophis lilianae Köhler, Glaw & Vences, 2008
- Boophis luciae Glaw, Köhler, De la Riva, Vieites & Vences, 2010
- Boophis luteus (Boulenger, 1882)
- Boophis madagascariensis (Peters, 1874) – madagaskolotka jasnooka[11]
- Boophis majori (Boulenger, 1896)
- Boophis mandraka Blommers-Schlösser, 1979
- Boophis marojezensis Glaw & Vences, 1994
- Boophis masoala Glaw, Scherz, Prötzel & Vences, 2018
- Boophis miadana Glaw, Köhler, De la Riva, Vieites & Vences, 2010
- Boophis microtympanum (Boettger, 1881)
- Boophis miniatus (Mocquard, 1902)
- Boophis narinsi Vences, Gehara, Köhler & Glaw, 2012
- Boophis nauticus Glaw, Köhler, De la Riva, Vieites & Vences, 2010
- Boophis obscurus (Boettger, 1913)
- Boophis occidentalis Glaw & Vences, 1994
- Boophis opisthodon (Boulenger, 1888)
- Boophis pauliani (Guibé, 1953)
- Boophis periegetes Cadle, 1995
- Boophis picturatus Glaw, Vences, Andreone & Vallan, 2001
- Boophis piperatus Glaw, Köhler, De la Riva, Vieites & Vences, 2010
- Boophis popi Köhler, Glaw, Rosa, Gehring, Pabijan, Andreone & Vences, 2011
- Boophis praedictus Glaw, Köhler, De la Riva, Vieites & Vences, 2010
- Boophis pyrrhus Glaw, Vences, Andreone & Vallan, 2001
- Boophis quasiboehmei Vences, Köhler, Crottini & Glaw, 2010
- Boophis rappiodes (Ahl, 1928)
- Boophis reticulatus Blommers-Schlösser, 1979
- Boophis rhodoscelis (Boulenger, 1882)
- Boophis roseipalmatus Glaw, Köhler, De la Riva, Vieites & Vences, 2010
- Boophis rufioculis Glaw & Vences, 1997
- Boophis sambirano Vences & Glaw, 2005
- Boophis sandrae Glaw, Köhler, De la Riva, Vieites & Vences, 2010
- Boophis schuboeae Glaw & Vences, 2002
- Boophis septentrionalis Glaw & Vences, 1994
- Boophis sibilans Glaw & Thiesmeier, 1993
- Boophis solomaso Vallan, Vences & Glaw, 2003
- Boophis spinophis Glaw, Köhler, De la Riva, Vieites & Vences, 2010
- Boophis tampoka Köhler, Glaw & Vences, 2008
- Boophis tasymena Vences & Glaw, 2002
- Boophis tephraeomystax (A.M.C. Duméril, 1853)
- Boophis tsilomaro Vences, Andreone, Glos & Glaw, 2010
- Boophis ulftunni Wollenberg, Andreone, Glaw & Vences, 2008
- Boophis viridis Blommers-Schlösser, 1979
- Boophis vittatus Glaw, Vences, Andreone & Vallan, 2001
- Boophis williamsi (Guibé, 1953)
- Boophis xerophilus Glaw & Vences, 1997